# 大森山砂丘
大森山砂丘（おおもりやまさきゅう）とは、北海道函館市にかつてあった砂丘である。

## 概要
函館の陸繋砂州（函館のトンボロ）の東側（大森浜）にあった砂丘である。大森浜は2023年（令和5年）の今でも砂が風で巻き上げられ、周辺の道路や駐車場に積もる現象がみられる。
規模は
- 北海道立地下資源調査所（1964年<昭和39年>）によると、長さ約3,300メートル、幅約550メートル、高さ36メートル近く[3]。
- 函館市史通説編第1巻（1980年<昭和55年>）によると、1860年(万延元年）の江戸幕府による測量図では2つの峰を持ち、付近より際だって高く表現され、相当の高さをもっていたと思われるが、正確な高度は分らない[4]。その後の函館港実測図(1万分の1、函館県地理課、1883年）東西は約9町(981メートル強)、南北は約4町(327メートル強)、高さは110尺(33.3メートル）と読み取れる[4]。
- 瀬川（1980年<昭和55年>）によると、長さ約1,000メートル、高さ30メートル近く、幅350メートル程度あったとする[5]。

この砂丘の東側（湯の川温泉側）は「湯浜砂丘（ゆのはまさきゅう）」と呼び、函館側より「湯浜西部砂丘」、「湯浜中部砂丘」、「湯浜東部砂丘」に分かれていた。
砂の成分は砂鉄が含まれ、粗鉱鉄品位10パーセントという低品位であるが、太平洋戦争末期以降大量の砂が利用された。戦後、砂鉄の他に港湾の埋め立て、ダム（亀田川の中野ダム、現・新中野ダム）やビルの建設、道路舗装などの建設資材に利用され、1965年（昭和40年）、青函連絡船無線送信所の関係で国鉄との土地交換で所有していた上磯町（現・北斗市）の土地も民間に売却、砂鉄として利用され、数年後に砂丘は消滅した。
砂鉄の採取事業は、市が砂丘を横断する道路建設を条件に民間に認め（出典先には「1953年（昭和28年）」と記述されているので日乃出地区のことか？）、
- 日乃出地区は1953年（昭和28年）から1957年（昭和32年）頃まで道南鉱業、1958年（昭和33年）頃から日本鋼管鉱業
- 湯川町地区は1951年（昭和26年）から1956年（昭和31年）まで道南鉱業

がそれぞれ操業した。
砂を運び去ったあとは鮮魚商が土地を購入、水産加工工場を建設し、1968年（昭和43年）には38の工場（うち27は珍味製造）が立ち並ぶようになった。鮮魚商の事業地、豊川町の魚市場付近に工場用地が確保しにくかったこと、工場排水を放流しやすいこと、そして貧困層で安い賃金でも働いてもらえる見込みがある人が多く住んでいる地域とのことで工場用地に選ばれた。函館市の都市計画事業も進み、不良住宅の撤去、高層住宅の建設、道路の拡幅や舗装も行われ、準工業地区になった。